# Sergei Jefimowitsch Malow
Sergei Jefimowitsch Malow (russisch Сергей Ефимович Малов; * 4. Januarjul. / 16. Januar 1880greg. in Kasan; † 6. September 1957 in Leningrad) war ein russischer und sowjetischer Sprachwissenschaftler, Orientalist und Turkologe.

## Biografie
Malow studierte an der Theologischen Akademie Kasan (Казанская духовная академия) und orientalische Sprachen – Arabisch, Persisch und Türkisch – an der Universität Petersburg.
Danach arbeitete Malow als Bibliothekar am Museum für Anthropologie und Ethnografie der Russischen Akademie der Wissenschaften. Im Auftrag des Außenministeriums forschte er über Sprachen und Gebräuche der Turkvölker Chinas (Uiguren, Salaren, Sarten und Kirgisen).
1917 wurde Malow Professor an der Universität Kasan und Leiter der numismatischen Sammlung. Er erforschte die Wolga-Tataren. 1921 war er auf der Konferenz von Taschkent ein Unterstützer der Idee, ein modernes Turkvolk in Xinjiang als „Uiguren“ zu bezeichnen.
1922 kehrte Malow nach Petrograd zurück und wurde Lektor an der Universität Petrograd. Er lehrte und forschte an mehreren wissenschaftlichen Institutionen der Sowjetunion, darunter an der Akademie der Wissenschaften der UdSSR, deren korrespondierendes Mitglied er 1939 wurde. Er unterrichtete verschiedene Turksprachen und turkologische Philologie.
1929 veröffentlichte Malow über seine Entdeckung der Talas-Schrift, einer Variante der alttürkischen Runen.
Während des Zweiten Weltkrieges war Malow Professor an der Kirow-Universität bzw. an der Kasachischen Pädagogischen Hochschule in Alma-Ata.

## Bedeutung
Malow galt als hervorragender Experte für die modernen und alten Turksprachen der Sowjetunion und ihrer Nachbarstaaten. Er veröffentlichte rund 170 Monografien und Artikel über die Sprachen, Geschichte und Gebräuche Zentralasiens, Chinas, der Mongolei, Sibiriens und des Wolga-Gebietes. Mehrere Turksprachen wurden von ihm erstmals wissenschaftlich beschrieben. Er arbeitete an der Schaffung von Schriftsprachen, Alphabeten und Rechtschreibregeln für mehrere bis dahin schriftlose Völker der Sowjetunion. Er leistete wichtige Beiträge zur Entzifferung alttürkischer Runenschriften.